# فرودگاه منطقه‌ای کولد لیک
فرودگاه منطقه‌ای کولد لیک (به انگلیسی: Cold Lake Regional Airport) یک فرودگاه همگانی است که یک باند فرود آسفالت دارد و طول باند آن ۹۱۴ متر است. این فرودگاه در کشور کانادا قرار دارد و در ارتفاع ۵۴۴ متری از سطح دریا واقع شده‌است.